# Zeebo
Zeebo是巴西公司Tec Toy发行的游戏机，該公司表示打算創造一個透過無線網路傳遞遊戲和教育內容且人人負擔得起的設備，以規避盜版。它沒有DVD和卡帶插槽，所有內容都透過無線寬頻網路傳輸。
除了遊戲，Zeebo系統還提供互聯網連接，使用戶能夠訪問教育和信息內容、以電子郵件溝通或和社群網絡互動（只有巴西和墨西哥支援）。其目标市场是发展中国家。

## 历史
Tectoy成立於1987年，1989年獲得世嘉的授權，在巴西製造及銷售兼容Master System的產品。1990年將Mega Drive推進巴西市場，Game Gear則在1992年發行，1996年他們又開始生產Sega Saturn，2000年時生產Dreamcast。
世嘉在與索尼、微軟的主機競爭失敗退出主機製作市場後，Tectoy也有將老舊機型改進並設計為內置遊戲或者將新遊戲移植。典型代表有Master System Evolution。其全新主機Zeebo更有即時免費連上3G網絡及付費下載遊戲功能。
除繼續生產老主機的改進型號外Tectoy也有轉型製造卡拉OK機、DVD機，以及代理網絡遊戲仙境傳說和手機遊戲等。Tec Toy與其他公司合作研發的遊戲機Zeebo在2009年在巴西上市。
2010年3月，Zeebo公司宣布和AT&T合作，区域性地发布试玩内容。但后来这一计划被主公司Tectoy搁置。公司曾建立中国分公司并打算进入中国市场，但最终未能实现。
2011年5月31日，Zeebo公司在博客上宣布结束巴西公司的营业，所有游戏都将打折出售，Zeebonet 3G服务也会维持到9月30日。根据公司的说法，依照巴西的法令保修服务会延续。同一天，Zeebo宣布关闭墨西哥分公司。

## 硬體規格
- 晶片組： Qualcomm MSM7201A 整合晶片組[4]
- CPU：ARM11系列/ QDSP-5 應用處理器核心 528Mhz
- 硬碟：1 GB的NAND快閃記憶體
- 記憶體：160 MB DDR SDRAM記憶體，128 MB獨立晶片 + 32 MB晶片組內建
- 显示卡： Qualcomm Adreno 130 3D 繪圖核心（400萬三角形/秒）
- 音頻： MIDI（72 發音數 + 512KB 波形取樣）/ MP3 / PCM / ADPCM / CMX / QCELP
- 接口：3個 USB2.0接口（用於周邊）
- 外接存储卡：SD卡插槽
- 无线网路：3G和2G行動無線網路（內建天線）
- 電源：AC 5V3A
- 消耗：最大15 W
- 分辨率：640 × 480（PAL-M / NTSC AV端子輸出）
- 尺寸：寬 ×深×高 - 157 × 215.4 × 44毫米
- 重量：1.3公斤（3磅）

## 游戏
最初版本的主机附送3个葡萄牙语游戏《FIFA 2009》、《极品飞车：生死卡本谷》、《Brain Training》。

## 控制
Z-Pad
標準的Zeebo“Z-Pad”控制器共有7個按鍵，一個D-Pad和兩個模拟摇杆。在右側有四個按鈕（标号1-4），位于其上的是兩個肩部按键，即ZL与ZR；在中间有個“HOME”按鈕，其功能就是让用户返回Zeebo的启动画面，在游戏中则是用于暂停游戏。这个按键的正下方就是模擬搖桿，而D-Pad则位於Z-Pad的最左边。
Boomerang
只在巴西发售的Tectoy Boomerang控制器是一種内置加速计的無線控制器，通过动作感應装置来用肢体动作玩游戏。它还有一個D-Pad，左上側有兩個按鈕（标号1-2），还有一个“HOME”按鈕，一个滑块式开关按钮和一条腕帶。Boomerang需要兩顆AA電池供电。
鍵盤

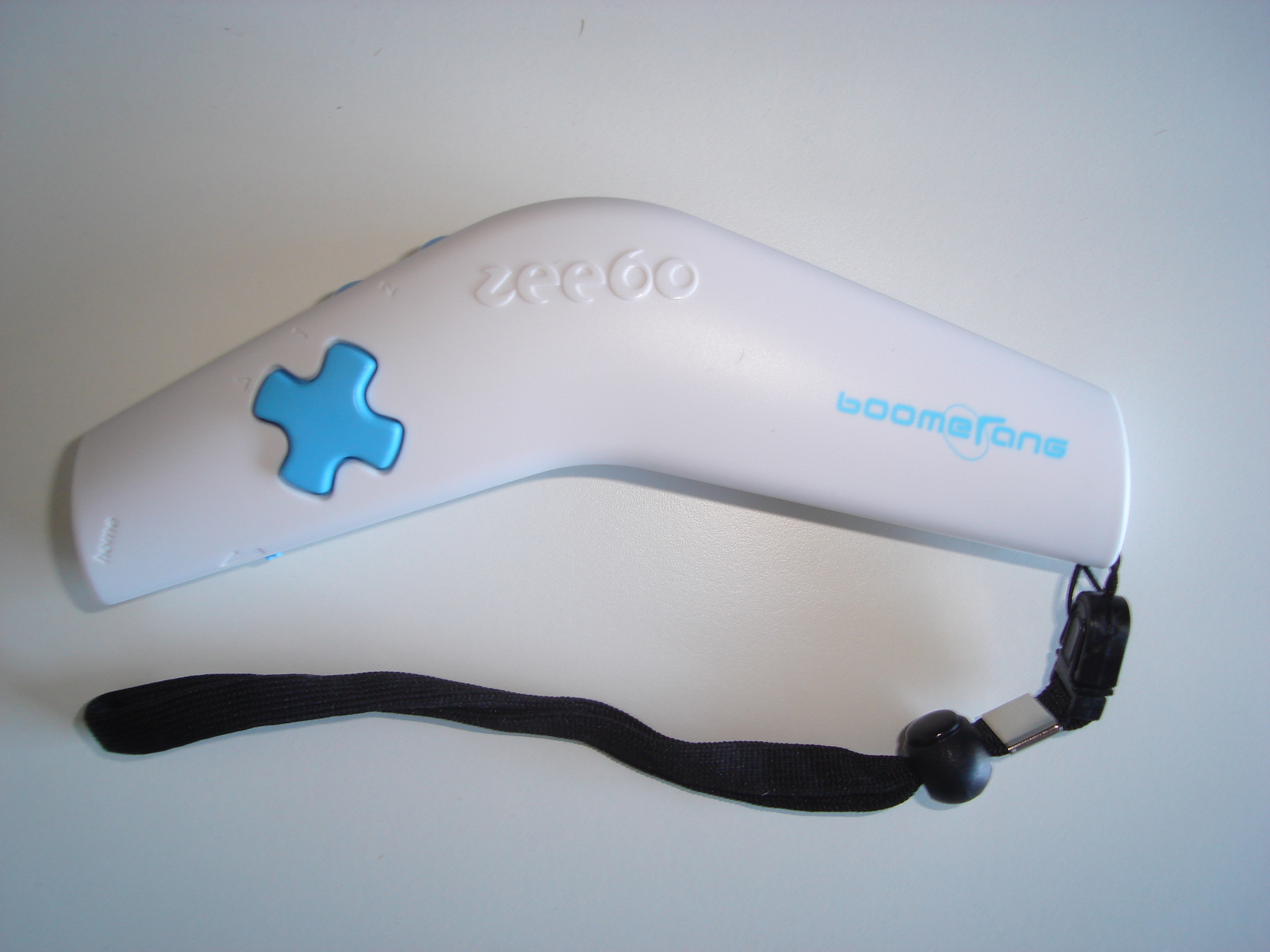
Zeebo所用的Boomerang控制器

Zeebo還包括一個外接鍵盤，用於網頁瀏覽及電子郵件、社交網絡等功能。